# Hòa ước Sèvres

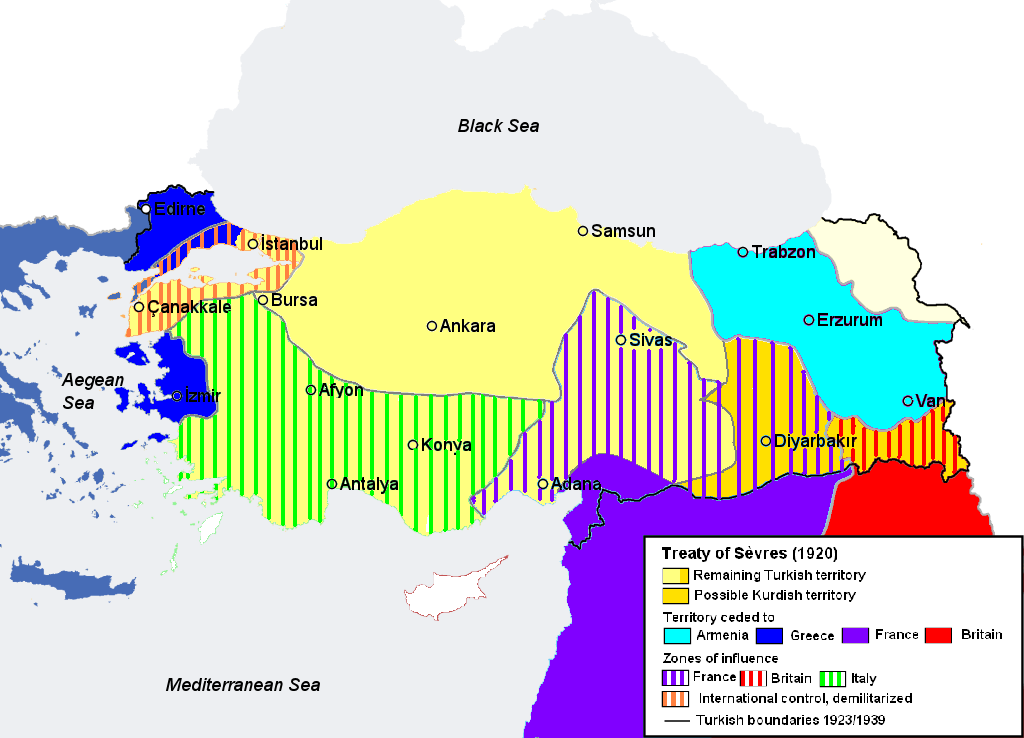
Bản đồ thể hiện những vùng lãnh thổ của Đế quốc Ottoman mất sau hiệp ước Sevres (những vùng bị gạch chéo là vùng ảnh hưởng)

Hòa ước Sèvres là hòa ước được ký vào ngày 10 tháng 8 năm 1920 tại Sèvres, Pháp giữa nước bại trận trong Chiến tranh thế giới thứ nhất là Đế quốc Ottoman với các nước thắng trận thuộc phe Hiệp ước. Đồng thời hoà ước này cũng đã chính thức chấm dứt sự tồn tại của Đế quốc Ottoman, một trong những đế quốc lớn nhất thế giới trước chiến tranh.

## Bối cảnh ký kết hoà ước
Tháng 10 năm 1914, Đế quốc Ottoman tham gia Chiến tranh thế giới thứ nhất theo Liên minh Trung tâm chống lại Pháp, Anh và Nga. Đế quốc Ottoman đã chống trả thành công Chiến dịch Dardanelles, bảo vệ được Istanbul trước liên minh Anh-Pháp nhưng để mất Iraq và Jerusalem còn ở chiến trường với Nga thì đại bại ở Kavkaz. Ngày 30 tháng 10 năm 1918, Đế quốc Ottoman đầu hàng và phải ký hòa ước với các nước thắng trận.

## Nội dung hòa ước
Ngày 10 tháng 8 năm 1920 tại Sèvres, Hòa ước đã được ký kết. Đây cũng là hòa ước cuối cùng trong hệ thống hòa ước Versailles. Hòa ước này cũng chính thức chấm dứt sự tồn tại của Đế quốc Ottoman với các điều khoản như sau

### Lãnh thổ
Theo Hòa ước Sèvres, Đế quốc Ottoman mất đi 80% lãnh thổ bao gồm:
- Syria, Liban, Palestine, Iraq bị tách khỏi Thổ Nhĩ Kỳ đặt dưới sự cai trị của Hội quốc liên.
- Iraq, Palestine được Hội quốc liên giao lại cho Anh.
- Syria, Liban được Hội quốc liên giao lại cho Pháp.
- Nhiều phần đất còn lại được giao cho Hy Lạp, Armenia,...

Thổ Nhĩ Kỳ chỉ còn giữ lại phần Tiểu Á và một vùng thuộc Châu Âu trong đó có Istanbul.

### Các điều khoản khác
Ngoài những điều khoản về lãnh thổ, Đế quốc Ottoman còn phải bồi thường chiến phí và giảm lực lượng vũ trang.
Ngoài ra Hòa ước Sèvres còn đề cập đến vấn đề 2 eo biển yết hầu Bosporus và Dardanelles sẽ được mở tự do cho mọi tàu chiến và tàu buôn trong cả thời chiến và thời bình. Để kiểm soát việc thực hiện hòa ước này, một Ủy ban đặc biệt đã được thành lập gồm các nước: Anh, Pháp, Mỹ, Nhật Bản, Ý (mỗi nước 2 đại diện) và Hy Lạp, România (mỗi nước 1 đại diện). Riêng Nga Xô Viết, Thổ Nhĩ Kỳ và Bulgaria muốn có đại diện phải gia nhập Hội quốc liên.

## Bản chất của Hòa ước Sèvres
Hòa ước Sèvres thực tế đã giúp Anh, Pháp xóa bỏ Đế quốc Ottoman trên bản đồ thế giới và qua đó tăng phạm vi ảnh hưởng của Anh, Pháp đến vùng Trung cận đông, một khu vực mà nhiều đế quốc dòm ngó. Đồng thời việc khống chế 2 eo biển Bosporus và Dardanelles đe dọa trực tiếp đến Nga Xô Viết vì từ đây có thể mở những cuộc tấn công vào Nga.